# Byssochlamys
Die Einteilung der Lebewesen in Systematiken ist kontinuierlicher Gegenstand der Forschung. So existieren neben- und nacheinander verschiedene systematische Klassifikationen. 
Das hier behandelte Taxon ist durch neue Forschungen obsolet geworden oder ist aus anderen Gründen nicht Teil der in der deutschsprachigen Wikipedia dargestellten Systematik.
Byssochlamys gehört zu den Ascomyceten und ist ein weit verbreiteter Schimmelpilz der Familie Trichocomaceae, der natürlicherweise im Erdboden, auf Früchten, Getreide, Silage und Holz vorkommt, sowie auf Fruchtprodukten wie Fruchtmus, Dosenfrüchten, Weintrauben und Apfelsaft zu finden ist. Byssochlamys ist die perfekte Form der Gattung Paecilomyces (anamorphic Trichocomaceae). Der Organismus bildet acht-Sporen Asci.
Er gehört zu den extrem thermotoleranten (hitzeresistenten) Pilzen und kann Temperaturen bis zu 98–100 °C überstehen.
Nach dem Nomenklatur-Code mit Kongress in Melbourne 2011 wurde beschlossen, nur noch den Namen für die perfekten Arten gelten zu lassen und die imperfekten zu integrieren. So wäre eigentlich Byssochlamys gegenüber Paecilomyces bevorzugt worden. Aber es wurde vorgeschlagen den Gattungsnamen Paecilomyces als Nomen conservandum zu behalten. Daher sind nun alle ehemaligen Byssochlamys-Arten in die Gattung Paecilomyces integriert.
Byssochlamys ssp. sind für das Verderben von verarbeiteten Früchten infolge des Auskeimens der hitzeresistenten Ascosporen nach dem Erhitzungsprozess verantwortlich. Zudem produzieren Byssochlamys das hoch toxische und karzinogene Mykotoxin Patulin, sowie Byssochlaminsäure und Byssotoxin A.
Byssochlamys-Arten benötigen normalerweise, wie die meisten Schimmelpilze, Sauerstoff für das Wachstum, können sich aber auch bei sauerstoffarmen Bedingungen unter Bildung von CO2 entwickeln. Durch den geringen Sauerstoffbedarf, eine hohe Kohlensäuretoleranz und die Widerstandsfähigkeit gegenüber Desinfektionsmitteln können Byssochlamys ssp. auch in dicht verschlossenen Behältern wachsen.

## Arten (Auswahl)
- Byssochlamys nivea
- Byssochlamys fulva